# Андреј Зубарев
Андреј Сергејевич Зубарев (рус. Андре́й Сергеевич Зубарев; 3. март 1987, Уфа, Совјетски Савез) професионални је руски хокејаш на леду који игра на позицији одбрамбеног играча. Тренутно наступа за екипу Салават Јулајева у Континенталној хокејашкој лиги.
Иако је 2005. изабран као 187. пик на НХЛ драфту од стране екипе Атланта трешерса, никада није озбиљније заиграо у најјачој хокејашкој лиги на свету. За Атланту је током сезоне 2010/11. одиграо свега 4 утакмице уз учинак од 1 асистенције.
Са репрезентацијом Русије освојио је златну медаљу на Светском првенству 2014. у Белорусији.